# راماتا (فلم)
راماتا هو فيلم روائي طويل صدر عام 2007 من إخراج ليندر آلان بيكر وبطولة عارضة الأزياء كاتوشا نيان وآخرين.

## القصّة
راماتا هي امرأةٌ جميلةٌ في الخمسينيات من عمرها، وهي متزوجةٌ منذ ثلاثين عامًا من مَطَرْ سامب المدعي العام السابق الذي يشغلُ الآن منصب وزير العدل. يعيشُ الاثنان في حيّ راقي في داكار إلى اليومِ الذي يقتحمُ فيه نجور ندونج – وهو شابٌ يبلغُ من العمر 25 عامًا – حياتهما. ندونج هو شابٌ قويّ وغامض وليس له محل إقامة ثابت عدى عن كونهِ لصٌّ ومحتال معروفٌ من قِبل شرطة المدينة. استقلَّت راماتا في إحدى الأمسيات سيارة أجرة صادفَ أنَّ سائقها هو نجور ندونج الذي يقودُ بالسيدة الخمسينيّة نحو مدينة كوباكابانا وهناك يبدأُ الاثنان حياة جديدة.

## الإنتاج
الفيلمُ مقتبسٌ من رواية كتبها أباسي نديون. يقولُ بيكر إنه تردد في البداية في اختيار كاتوشا بطلةً للفيلمِ بسبب سمعتها وحقيقة أنها لم تكن ممثلة، لكنه وافق في النهاية على أنها كانت على حق في هذا الدور، وأضاف: «إنها في الأساس قصةٌ حول المرأة وعلاقتها بالعالم والكون من حولها.»